# Slovenji Plajberk
Slovenji Plajberk (nemško Windisch Bleiberg, domače ime Svinčnica) je izredno lepo gorsko turistično naselje na Avstrijskem Koroškem, kjer živi močna slovenska narodna skupnost. Leži 948 mnm v enem najlepših predelov Karavank pod 1589 m visoko Žingarico. Naselje je dostopno po 3 km dolgi gozdni cesti, ki se na Sopotnici (Malem Ljubelju) odcepi od glavne ceste Ljubelj–Celovec.
Slovenji Plajberk obdaja  venec gora. Leži v mogočni visokogorski dolini Poden, ki privablja turiste in izletnike. Iz Slovenjega Plajberka pelje cesta še naprej, do višje ležečega naselja Žabnica (Bodental, 1010 mnm). Od tod je še okoli 30 minut hoje do slovite Mlake (Märchenwiese) pod severno steno Vrtače (2181 m).

## Zgodovina
Prva omemba naselja je iz leta 1332. Prvotno naselje je nastalo ob ležiščih svinčeve rude, ki jo je sprva izkoriščal vetrinjski samostan. Pozneje se je skozi stoletja zamenjalo več lastnikov. Rudnik je dokončno prenehal obratovati leta 1943. Slovenji Plajberk je bil dvakrat samostojna občina, in sicer v letih 1849 do 1871 in od 1893 do 1973, samostojna župnija pa je od leta 1875.

## Rezultati Koroškega plebiscita za Slovenji Plajberk
Ob času Koroškega plebiscita leta 1920 je bil Slovenji Plajberk še samostojna občina. Na plebiscitu je prebivalstvo občine nedvoumno glasovalo za priključitev k Jugoslaviji oz. za spojitev z matičnim narodom.
| Občina            | Število glasov za Slovenijo/Jugoslavijo | Število glasov za Avstrijo | Neveljavne oziroma neizkoriščene glasovnice |
| ----------------- | --------------------------------------- | -------------------------- | ------------------------------------------- |
| Slovenji Plajberk | 270                                     | 60                         | 30                                          |
| Odstotek          | 82%                                     | 18%                        | -                                           |

## Znani krajani
- Feliks Wieser starejši, partizan in politični delavec
- Feliks Wieser mlajši, gospodarstvenik, politični delavec in publicist